# BitTorrent (phần mềm)
BitTorrent client là một phần mềm dùng để tải lên và tải về tệp theo giao thức BitTorrent.
Chương trình của giao thức BitTorrent đầu tiên được phát triển bởi Bram Cohen. Tên của chương trình cũng giống tên giao thức BitTorrent, điều này làm xảy ra một số tình trạng lẫn lộn giữa chương trình và giao thức BitTorrent. Vì vậy chương trình BitTorrent còn được người dùng đặt cho một tên hiệu khác là Mainline để tránh lẫn lộn. Có rất nhiều chương trình hoạt động theo giao thức BitTorrent đã ra đời dựa trên chương trình BitTorrent đầu tiên.
Chương trình BitTorrent có khả năng giúp người dùng tìm kiếm tệp được chứa trong tệp .torrent và tải tệp đó về. Phiên bản hiện tại cho phép tải về song song nhiều tệp cùng lúc. Một tính năng rất hiệu quả của chương trình BitTorrent để phân phối tệp là nó làm cầu nối trung gian giữa chính nó, máy theo dõi và các chương trình BitTorrent khác. Chương trình BitTorrent còn cho phép người dùng tạo tệp torrent và chia sẻ tệp vừa tạo.